# سيريزجان (مقاطعة فيروزآباد)
سيريزجان (بالفارسية: سیر یزجان گله‌زن ابوالحسن بیگی) هي منطقة سكنية تقع في فارس في إيران. يقدر عدد سكانها بـ 79 نسمة .